# Senheim (Adelsgeschlecht)
Senheim ist der Name eines Ritter- bzw. Adelsgeschlechts, das seit 1248 zu den Vasallen der Herrschaft Saffenburg gehörte, und einer seit dem 15. Jahrhundert in der kurtrierischen Verwaltung erscheinenden niederadeligen Beamtenfamilie gleichen Namens. Eine verwandtschaftliche Beziehung beider Familien konnte bisher nicht nachgewiesen werden.

## Ritter von Senheim

### Geschichte

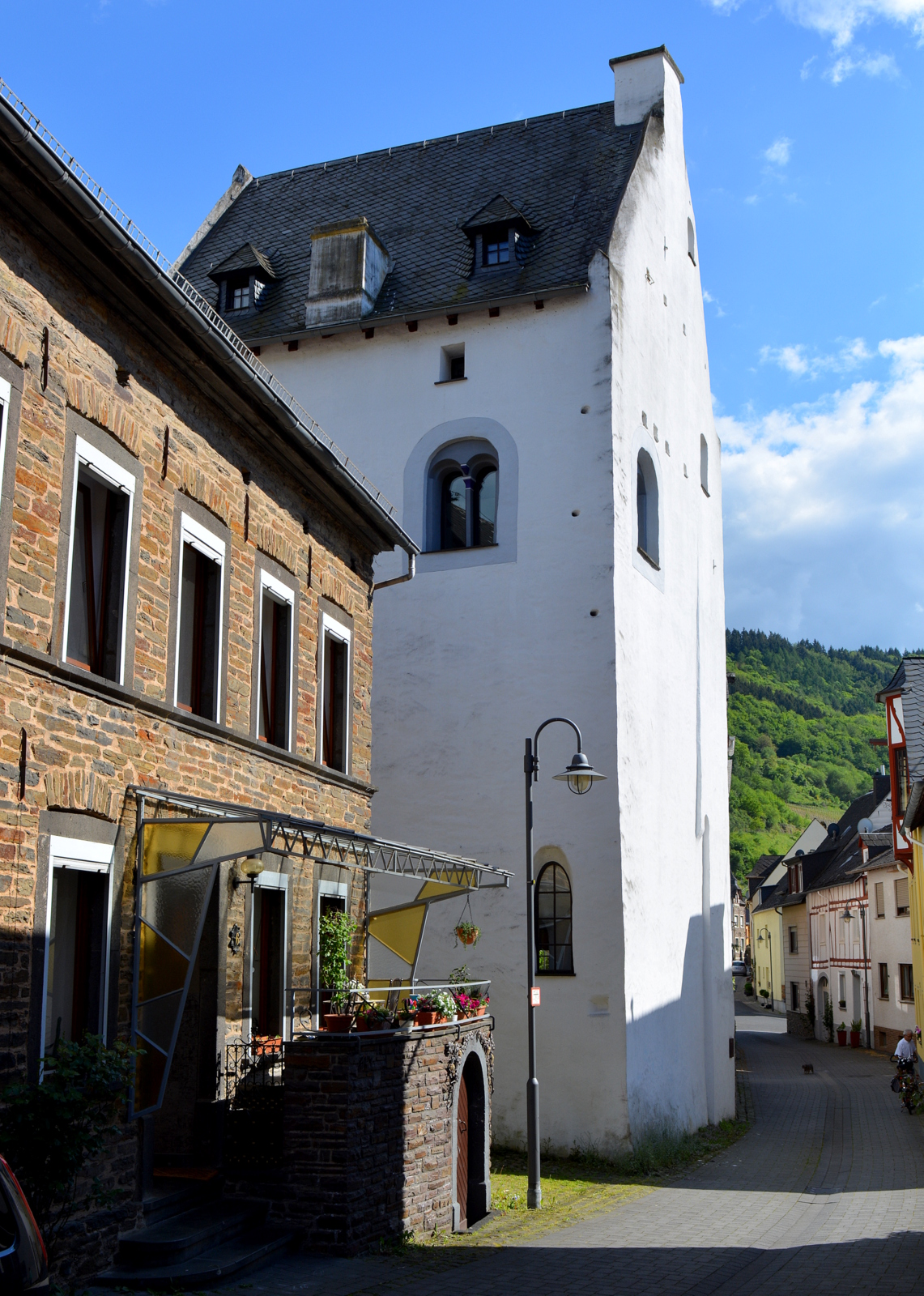
Ehemalige Vogtei Senheim (Foto: RomkeHoekstra)

Die Mitglieder niederen Rittergeschlecht von Senheim (auch: Senheim von Liebenstein) traten insbesondere im Spätmittelalter als Burgmannen auf vielen Burgen, vor allem am Rhein und im Hunsrück und als Verwalter bzw. Vögte der Vogtei Senheim in Erscheinung. Im Jahr 1189 traten erstmals die Brüder Winand, Albero, Emecho und Heribert von Senheim als Zeugen in einer Urkunde auf, als der Erzbischof von Köln Philipp von Heinsberg die Ehefrau des Pfalzgrafen Konrad und ihre Tochter mit der Burg Stahleck bei Bacharach belehnte. Am 25. Februar 1204 verglich Erzbischof Johann von Trier das Kloster Himmerod mit den Erben Alberos von Senheim, der vor 1204 auf dem Vierten Kreuzzug verstorben war, über das Gut zu Senheim. 1251 ist ein Friedrich von Senheim als Vogt von Senheim bezeugt und 1305 wurde ein Ritter Simon von Senheim als kaiserlicher Ministeriale unter den Schöffen der Stadt Boppard erwähnt. 1317 wurde Hermann, ein Sohn Winands von Senheim, als Vogt von Senheim bezeugt. 1320 erscheint derselbe Hermann als „Ritter von Senheim, genannt Sunder“ in einer Urkunde des Klosters Stuben. Von ihm wird angenommen, dass er der Stammvater des Geschlechts der „Sunder von Senheim“ ist, welches zu Beginn des 15. Jahrhunderts die Ritter von Senheim verdrängte.
Dass auch Geistliche aus dem Rittergeschlecht derer von Senheim hervorgegangen sind, wird u. a. durch Friedrich von Senheim belegt, der von 1321 bis 1359, dem Jahr seines Todes, 22. Abt der Abtei Brauweiler war. 1323 übertrug Ritter Otto von Senheim Erzbischof Balduin von Trier sein Burghaus in Senheim am Klingelbach gelegen, der es wiederum 1327 als erneutes Lehen an Collin von Senheim übergab. Es wird davon ausgegangen, das dieses Burghaus die Stammburg der Ritter von Senheim, sowie der Sitz der Senheimer Vögte war.

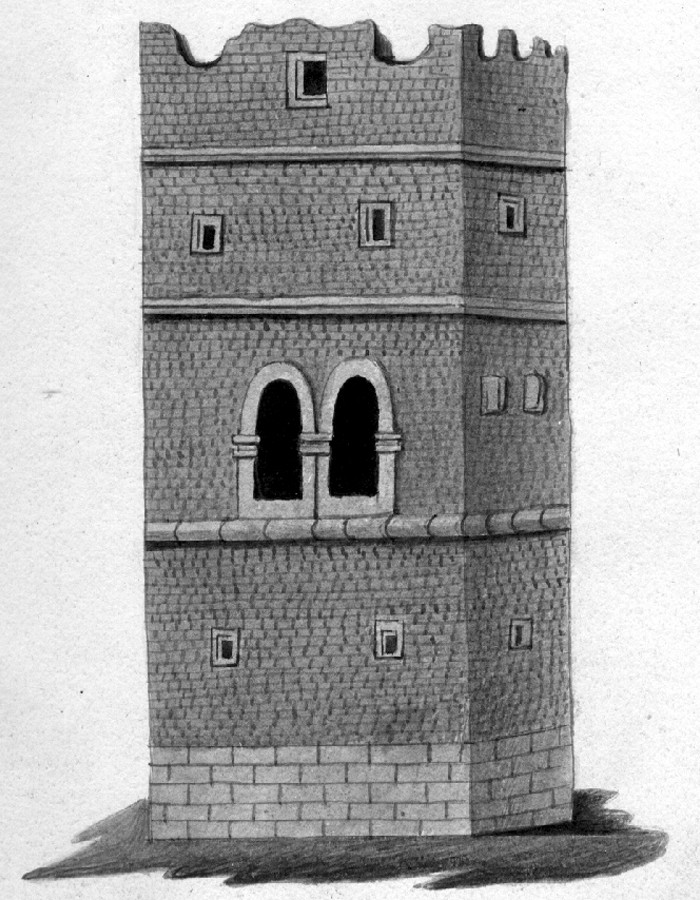
Frankenturm in Trier (Zeichnung von D. Wirtz, 1806)

Aus Verbundenheit zum Konvent schenkten Franco und Aleydis von Senheim 1329 den Frankenturm in Trier der Benediktinerabtei St. Matthias, weshalb sie im Bereich der Abtei eine Grabstätte erhielten. 1339 befand sich der gesamte Zehnt von Mörsdorf im Besitz des zuvor erwähnten Edelknechts Collin von Senheim. Um 1340 war Wirich von Senheim Burgmann zu Montabaur, während zeitgleich ein Sunder von Senheim Burgmann auf der Schmidtburg war. Am 23. Oktober 1340 wurde Wirich von Senheim als Lehnsmann des Trierer Erzbischofs Balduin von Trier erwähnt, als er bei einer Gerichtsverhandlung in Kirchberg als Urteiler in Erscheinung trat, nachdem Einwohner dort den Erzbischof und seine Leute vertrieben hatten. Für das Jahr 1367 ist ein Ritter Nicias der Jüngere von Senheim als Burgmann auf der Burg Kastellaun belegt und 1408 wird Johann von Senheim als Vogt und Ritter erwähnt, dessen Schwester Hille von Senheim in einem Andernacher Kloster lebt. Nachdem das Ritter- bzw. Adelsgeschlecht von Senheim 1465 erloschen war, werden sie später nur noch als Besitzer vergangener Lehen erwähnt.

### Weitere Familienmitglieder
- Adelheid von Senheim, Tochter von Franco und Aleydis von Senheim (* um 1300 in Senheim; † nach 1361 in Bremm) war Meisterin und Äbtissin im Kloster Stuben.[5][6]
- Hilde (Hilla) von Senheim; am 21. Juni 1439 verkaufte sie als Meisterin und Priorin und der Konvent des Augustinerordens der Abtei St. Thomas (Andernach) mit Zustimmung des Abtes Peter von Springiersbach und des Abtes Wilhelm von Steinfeld ihre Erbzinsen und Gefälle zu Heimersheim.[7]

### Wappen
Das Geschlecht derer von Senheim verzweigte sich in mehrere Linien. Ihnen gemeinsam war das Wappen. Blasonierung: Drei (2:1) (teilweise gekrönte) Löwen. Die Tingierung des Schilds variierte: Rote Löwen in Silber, Silberne Löwen in Rot, Schwarze Löwen in Silber und Silberne Löwen in Schwarz. Löwen im Feld von Hermelin kommen ebenfalls vor. Auch die Helmzier wechselte:

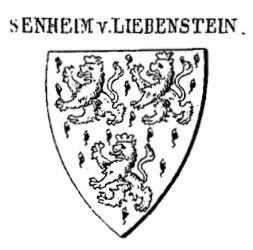
Wappen derer von Senheim (von Liebenstein) I
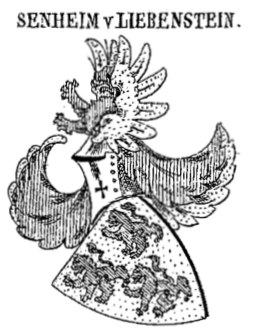
Wappen derer von Senheim (von Liebenstein) II
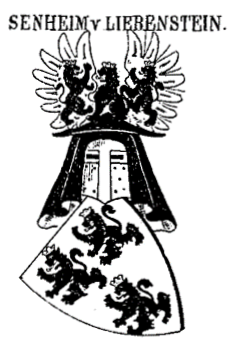
Wappen derer von Senheim (von Liebenstein) III

Das Wappen der Ritter von Senheim fand Eingang in verschiedene Ortswappen:

Wappen von Gösenroth
Wappen von Moritzheim
Wappen von Senheim

## Beamtenfamilie von Senheim

### Geschichte
Zu den ab dem 15. und 16. Jahrhundert erwähnten Mitgliedern der kurtrierischen Beamtenfamilie zählte u. a. der kurtrierische Amtsverwalter und Kellner in Zell an der Mosel Georg von Senheim (1483–1531/32). Zwischen dem 7. und 8. März 1512 beherbergte er den deutschen Kaiser Maximilian I. in seiner Kellnerei, als sich dieser auf dem Weg zu dem von ihm einberufenen Reichstag in Trier befand. Sein Bruder Johann von Senheim (1490–1557) war wahrscheinlich 1522/23 Amtsbürgermeister in Zell an der Mosel. Man nimmt an, dass er um 1532 seinem Vater als kurfürstlicher Kellner und Amtsverwalter im Amt Zell gefolgt war. Weitere Mitglieder, die dem Beamtenadel von Senheim zugerechnet werden, waren der kurtrierische Kanzler Johann Simon von Senheim (1548–1605), der schwedische Leibarzt und Amtmann zu Höchst, Hofheim und Hochheim Arnold von Senheim sowie der Trierer Weihbischof Otto von Senheim (1601–1662).

### Wappen
Die dem Beamtenadel zugerechnete Familie von Senheim führte in ihrem Wappen einen durch einen Zickzackbalken geteilten Schild (oben 2 Leopardenköpfe, unten ein Kopf).
In Siebmachers Wappenbuch findet sich ferner ein Hinweis auf eine Familie Senheim aus Senheim bei Zell. Danach führte Anfang des 16. Jahrhunderts ein Trierer Schöffe Dr. Franciscus Senheim ein anderes Wappen, nämlich „zwei schräggekreuzte Doppelhaken, im Kreuzungspunkte ein Vierpass.“ An gleicher Stelle wird auf ein sehr ähnliches Wappen des Senheimer Geschlechts Gontzen hingewiesen, deren Schild zwei gekreuzte Doppelhaken, in der Mitte belegt mit einer Rose zeigt.

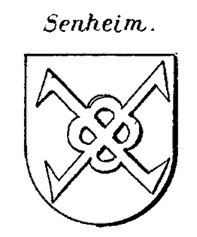
Wappen der Senheim
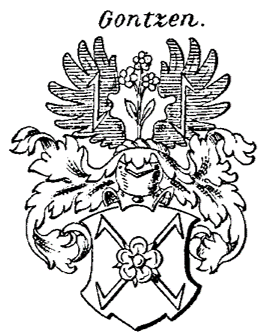
Wappen der Gontzen